# Jailhouse Rock
"Jailhouse Rock" je píseň napsaná duem Jerry Leiber and Mike Stoller pro Elvise Presleyho. Singl byl vydán 24. září 1957.

## Cover verze
Skladbu předělalo mnoho umělců, mezi které patří i:
- Jerry Lee Lewis
- Merle Haggard
- Mötley Crüe
- Brownsville Station
- Patti Smith
- ZZ Top
- The Animals
- Twisted Sister
- Michael Bolton
- The Jeff Beck Group
- Adriano Celentano
- Cliff Richard
- ABBA
- Queen
- Carl Perkins
- Carrie Underwood
- Link Wray (na albu Barbed Wire z roku 2000)
- Karel Zich (český text Můj sok napsal Michal Bukovič, vyšlo na albu Paráda z roku 1983)